# Ochotona himalayana
Thỏ cộc Himalaya (Ochotona himalayana) là một loài động vật có vú thuộc Họ Ochotona của Bộ Thỏ. Chúng được tìm thấy ở các vùng xa xôi rất cao của Tây Tạng và có thể cả ở Nepal. Sách đỏ IUCN đã đánh giá loài này là "ít quan tâm". Loài này được Feng mô tả năm 1973.